# Ágora oeste (Mileto)
El ágora del oeste era una antigua ágora, o mercado y lugar de comercio, en Mileto, en Asia Menor, la actual Turquía.
El ágora oeste se construyó en el período helenístico, en  torno al 100 a. C.. Era, por tanto, la tercera y más joven de las ágoras de Mileto, después del Ágora norte y el Ágora sur. Estaba situada al sur del puerto del Teatro, por lo que se construyó en una zona que anteriormente había quedado fuera del plan urbanístico del período clásico.
Era rectangular, con una longitud de unos 191 m en dirección este-oeste y una anchura de unos 79 m en dirección norte-sur. Estaba rodeada en sus lados norte, oeste y sur por la Estoa jónica en el lado este y cuatro en el oeste.
Al sur del ágora se encontraba el Templo de Atenea y al oeste el Gimnasio de Eumenes II y el Estadio.